# Hamilton (Bermuda)
Hamilton è una cittadina di 854 abitanti (2016), capitale dell'isola di Bermuda, territorio britannico d'oltremare. È una delle più piccole capitali di stato al mondo.

## Geografia fisica

### Territorio

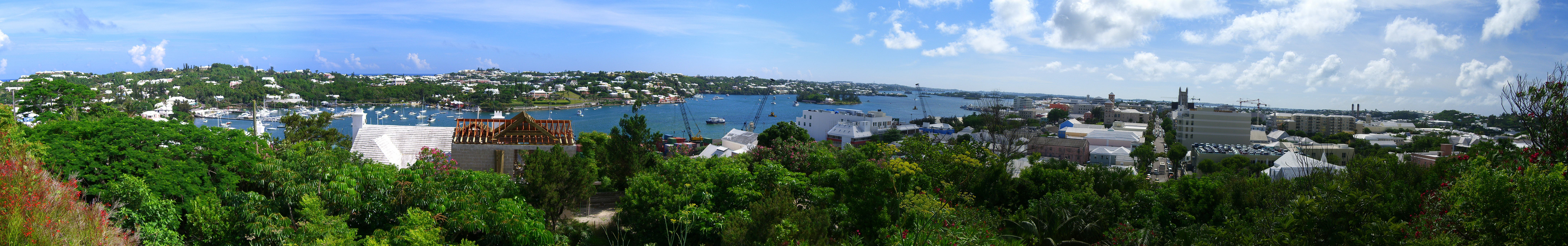
Vista della città da Fort Hamilton

Hamilton sorge in una baia al centro di Bermuda, sull'Oceano Atlantico. La cittadina è inoltre agli antipodi geografici di Perth, in Australia.

### Clima
Pur trovandosi a nord dei tropici geografici, Hamilton ha un clima caldo umido subtropicale che per poco non è un clima del tutto definibile come tropicale. La città è infatti sufficientemente calda da permettere la crescita e lo sviluppo di palme da cocco ed altre piante tropicali, sebbene queste non riescano a fruttificare propriamente a causa della mancanza di sufficiente calore durante il periodo invernale, per via della latitudine a cui è posto l'insediamento. Hamilton ha delle temperature incredibilmente calde per la sua latitudine (32°N) per l'influenza della Corrente del Nord Atlantico e di quella vicinissima del Golfo. Hamilton ha estate calde e umide e inverni miti, pertanto è molto raro avere periodi troppo caldi o troppo freddi. Le precipitazioni sono ben distribuite durante tutto l'anno e pertanto Hamilton non ha una stagione definibile come secca, anche se la media annua è di 117 mm. Le precipitazioni estive sono spesso influenzate da cicloni tropicali e da fenomeni atmosferici di maggiore intensità.
| Mese                        | Gen   | Feb   | Mar  | Apr  | Mag  | Giu   | Lug   | Ago   | Set   | Ott   | Nov   | Dic   | Anno  |
| --------------------------- | ----- | ----- | ---- | ---- | ---- | ----- | ----- | ----- | ----- | ----- | ----- | ----- | ----- |
| Temperatura max. media (°C) | 20.4  | 19.9  | 20.3 | 21.6 | 24.1 | 27    | 29.2  | 29.8  | 28.8  | 26.3  | 23.6  | 21.4  | 24.4  |
| Temperatura min. media (°C) | 16.1  | 15.5  | 15.7 | 16.9 | 19.9 | 22.8  | 24.1  | 24.5  | 23.5  | 21.4  | 18.7  | 16.5  | 19.6  |
| Piogge (mm)                 | 128.5 | 115.3 | 110  | 87.9 | 82.8 | 130.3 | 114.6 | 130.8 | 129.3 | 161.3 | 104.6 | 114.3 | 117.4 |

## Storia

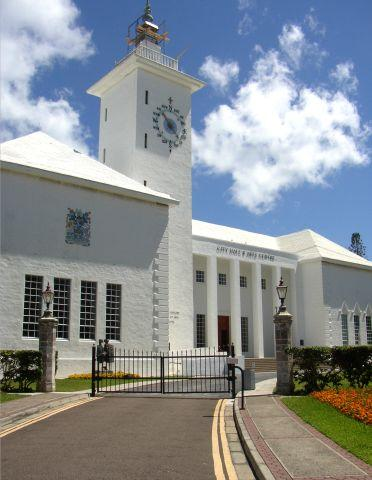
Il municipio di Hamilton

La storia della città iniziò nel 1790, quando venne scelto il territorio di 59 ettari dov'essa sorge come sede del governo bermudiano. Inizialmente la città venne fondata col nome di Saint George's e in breve tempo divenne il centro politico e militare dell'isola. Vennero così costruiti la sede del parlamento, la Casa del Governo, la Casa dell'Ammiragliato e la caserma per la locale guarnigione dell'esercito inglese a Prospect Camp.
Nel 1815 venne rinominata in Hamilton in onore di Sir Henry Hamilton, governatore dell'isola dal 1778 al 1794.
Nel 1897 Hamilton assurse al rango di City, grazie all'inizio della costruzione di una cattedrale anglicana dedicata alla Santissima Trinità, consacrata definitivamente nel 1911, affiancata poi da una seconda cattedrale di rito cattolico, quella di Santa Teresa di Lisieux. Attualmente, la città di Hamilton ed il suo porto sono sede di un vasto distretto commerciale, di uffici e di negozi. Malgrado l'altezza di molti edifici della capitale, la regola vuole che nessuno debba oscurare la vista della cattedrale.

## Economia
Per la sua particolare posizione, Hamilton è divenuta negli anni un importante centro commerciale, affaristico e di previdenza sociale, in particolare in campo finanziario ed economico, anche internazionale, favorite da una bassa tassazione. Più di 400 aziende in tutto il mondo (soprattutto statunitensi, per questione di vicinanza geografica ed opportunità commerciale) hanno la loro sede legale ad Hamilton al punto da essere riunite nella Association of Bermuda International Companies (ABIC). Tra le aziende più importanti che qui hanno sede ricordiamo la manifattura di liquori Bacardi, la compagnia di ricerca Genpact e quella di telecomunicazioni Global Crossing, oltre all'assicurazione Tokio Millennium Re Ltd.
Hamilton è anche sede di numerose compagnie di navigazione internazionali quali DryShips Inc, Frontline Ltd. e Dockwise.
Inoltre, la città è sede principale della catena di supermercati The MarketPlace, e proprio in città ha sede il più grande supermarket delle Bermuda.

## Società

### Popolazione
Malgrado sia la capitale amministrativa delle Bermude, Hamilton ha una popolazione residente piuttosto limitata (854 abitanti nel 2016); ad ogni modo 13.340 lavoratori (il 40% dell'intera popolazione delle Bermude) lavora ogni giorno presso la capitale.

#### Evoluzione demografica
"Abitanti censiti"

## Infrastrutture e trasporti

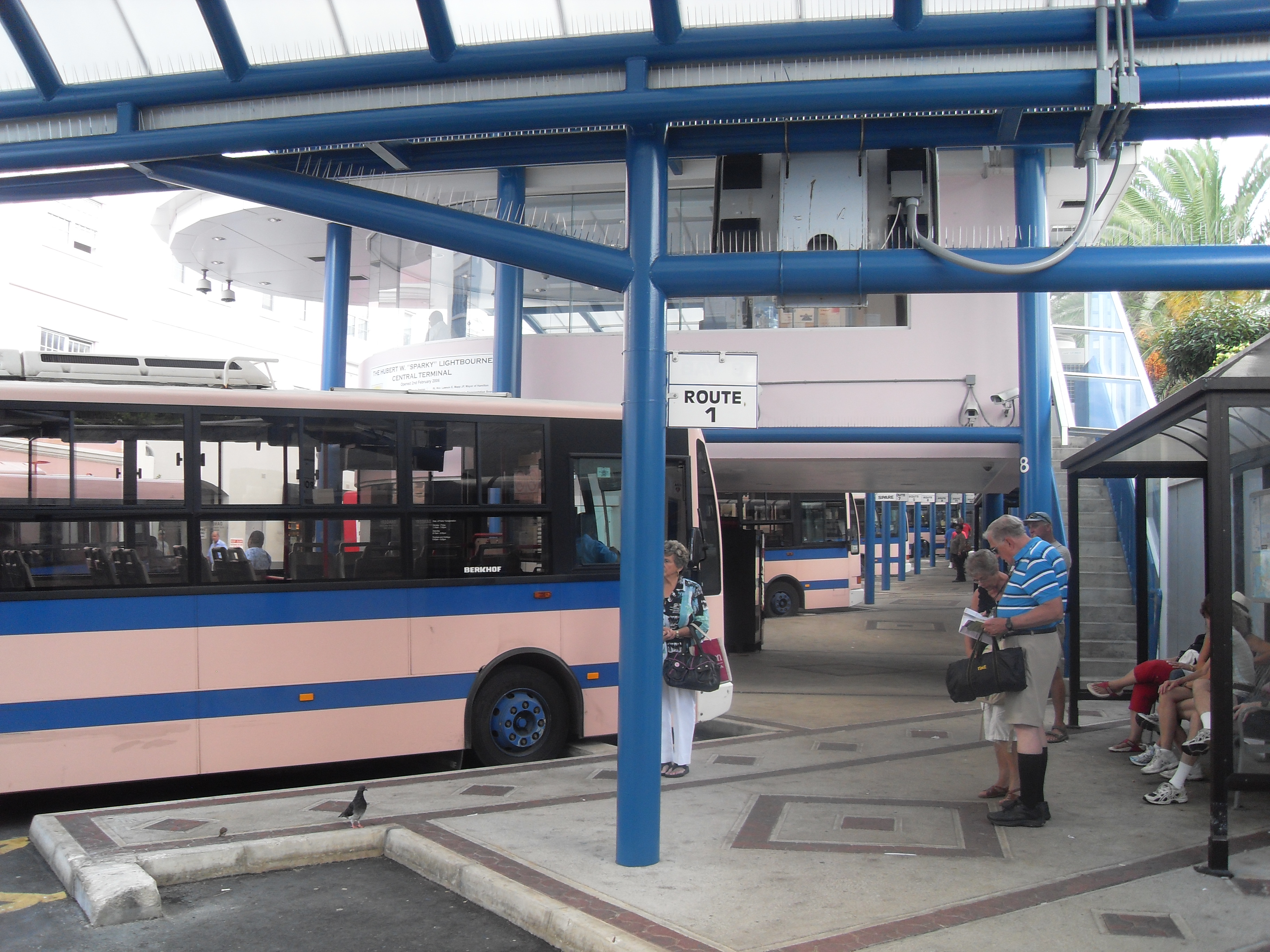
Il Bus Terminal di Hamilton

La città di Hamilton dispone di 11 linee di bus per trasporto pubblico.

## Parchi ed aree protette

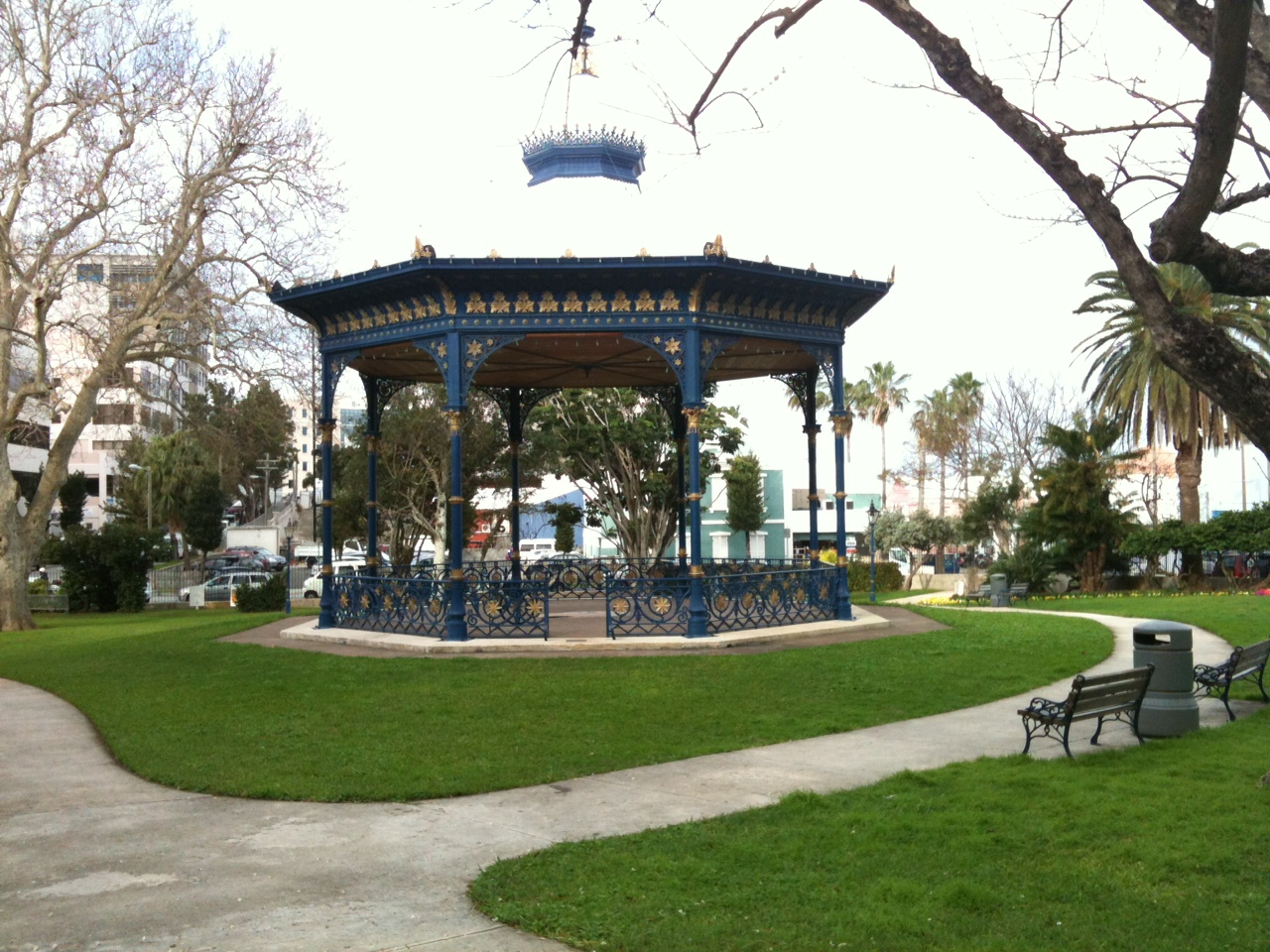
Un padiglione nel Victoria Park

La città di Hamilton dispone di diverse aree tutelate malgrado le ridotte estensioni dell'abitato. Il più famoso è sicuramente il Victoria Park, dedicato a suo tempo alla figura della Regina Vittoria. Altri parchi in città sono il Par La Ville Park, il Barr's Park, l'All Buoy's Point Park ed il Cedar Park.

## Sport
Hamilton ha delle spiagge eccellenti per praticare gli sport d'acqua quali surfing, wind surfing, sci d'acqua, jet skiing, oltre alla navigazione ed al nuoto.
L'evento sportivo di maggior rilievo della capitale è la Bermuda Gold Cup (o Argo Group Gold Cup come è attualmente nota), una competizione di navigazione parte della World Match Racing Tour, uno dei tre campionati riconosciuti dalla International Sailing Federation (ISAF) con lo status di Special Even. Questa competizione conduce ad Hamilton i migliori naviganti del mondo (anche campioni olimpici) per cinque giorni di gara.

## Galleria d'immagini

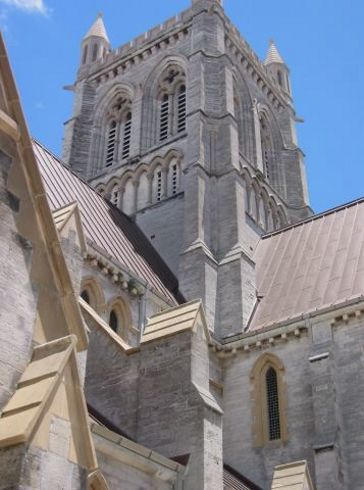
Cattedrale anglicana della Santissima Trinità
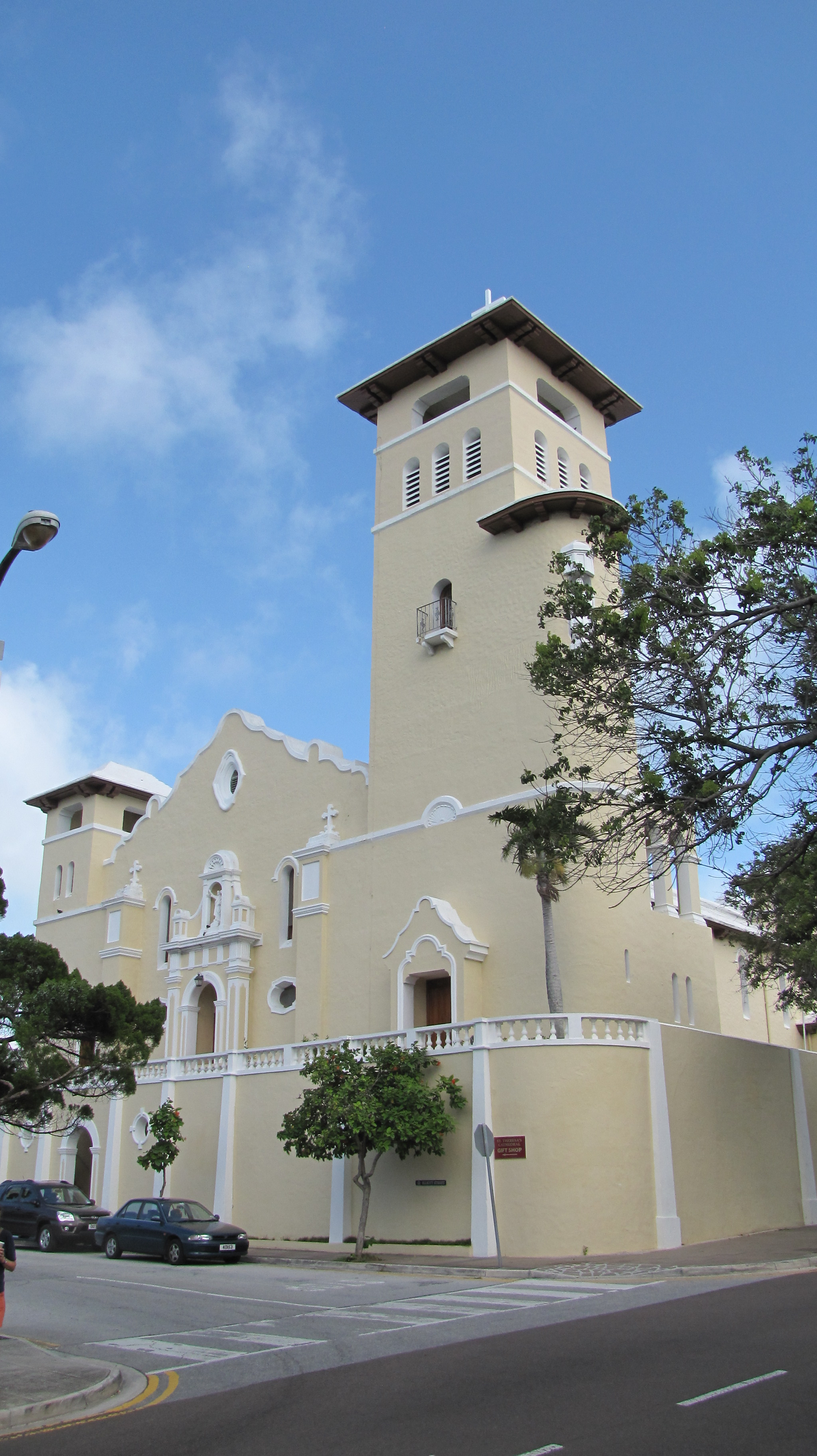
Cattedrale di Santa Teresa di Lisieux
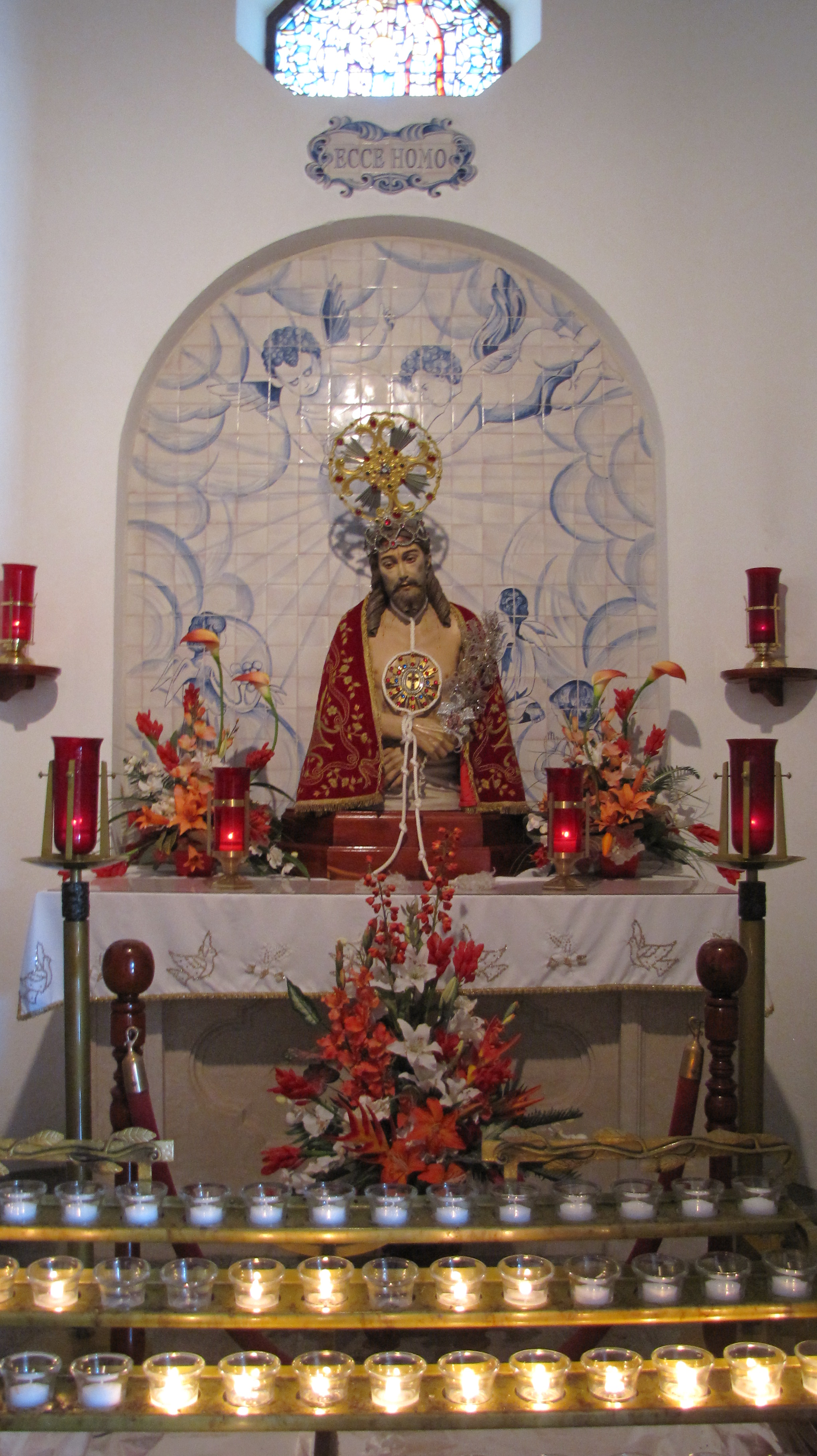
L'immagine del Signore Santo Cristo dei Miracoli, devoto particolarmente agli azoriani delle Bermuda.
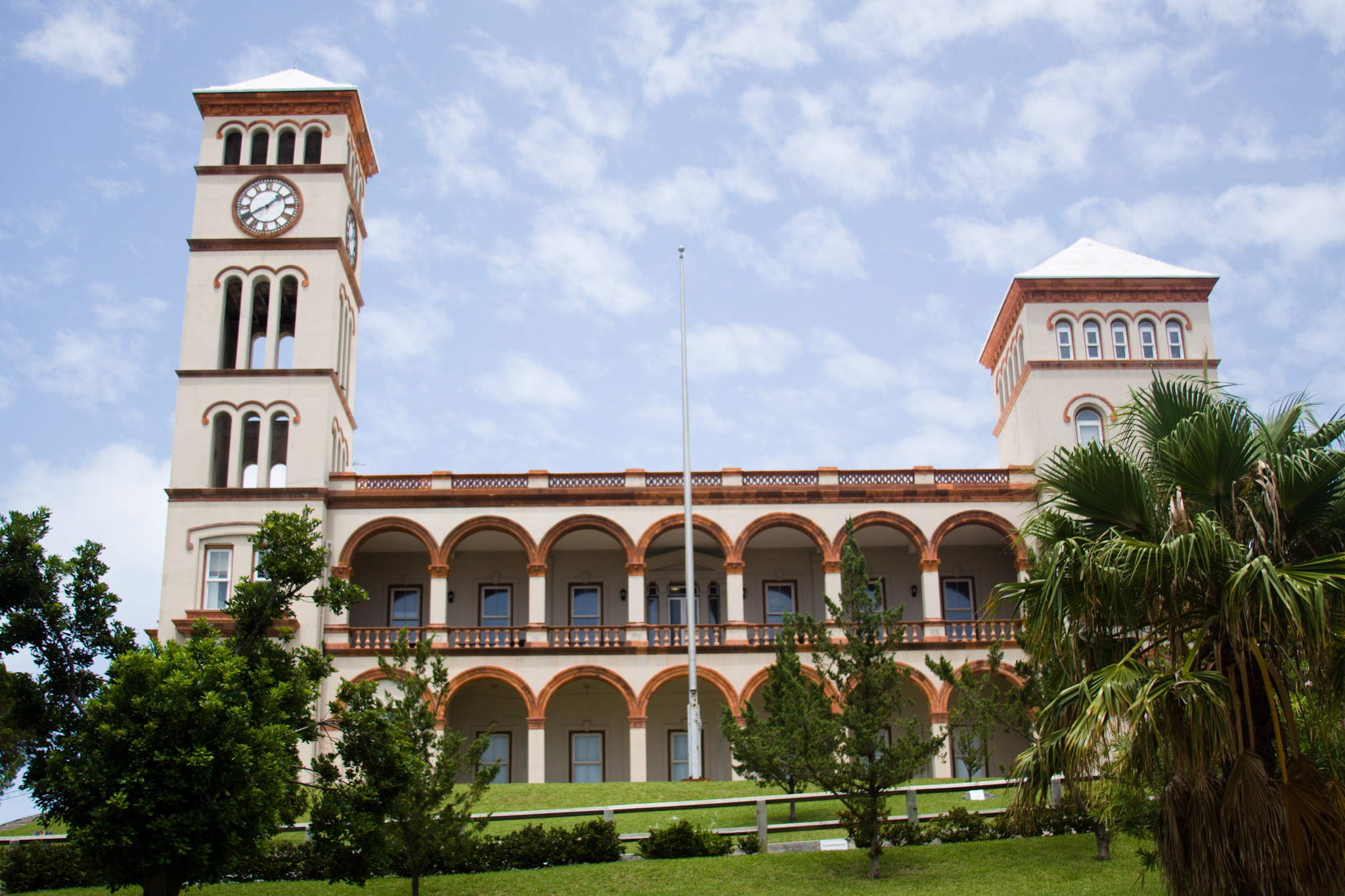
La Sessions House, attuale sede del Parlamento e della Corte Suprema delle Bermuda
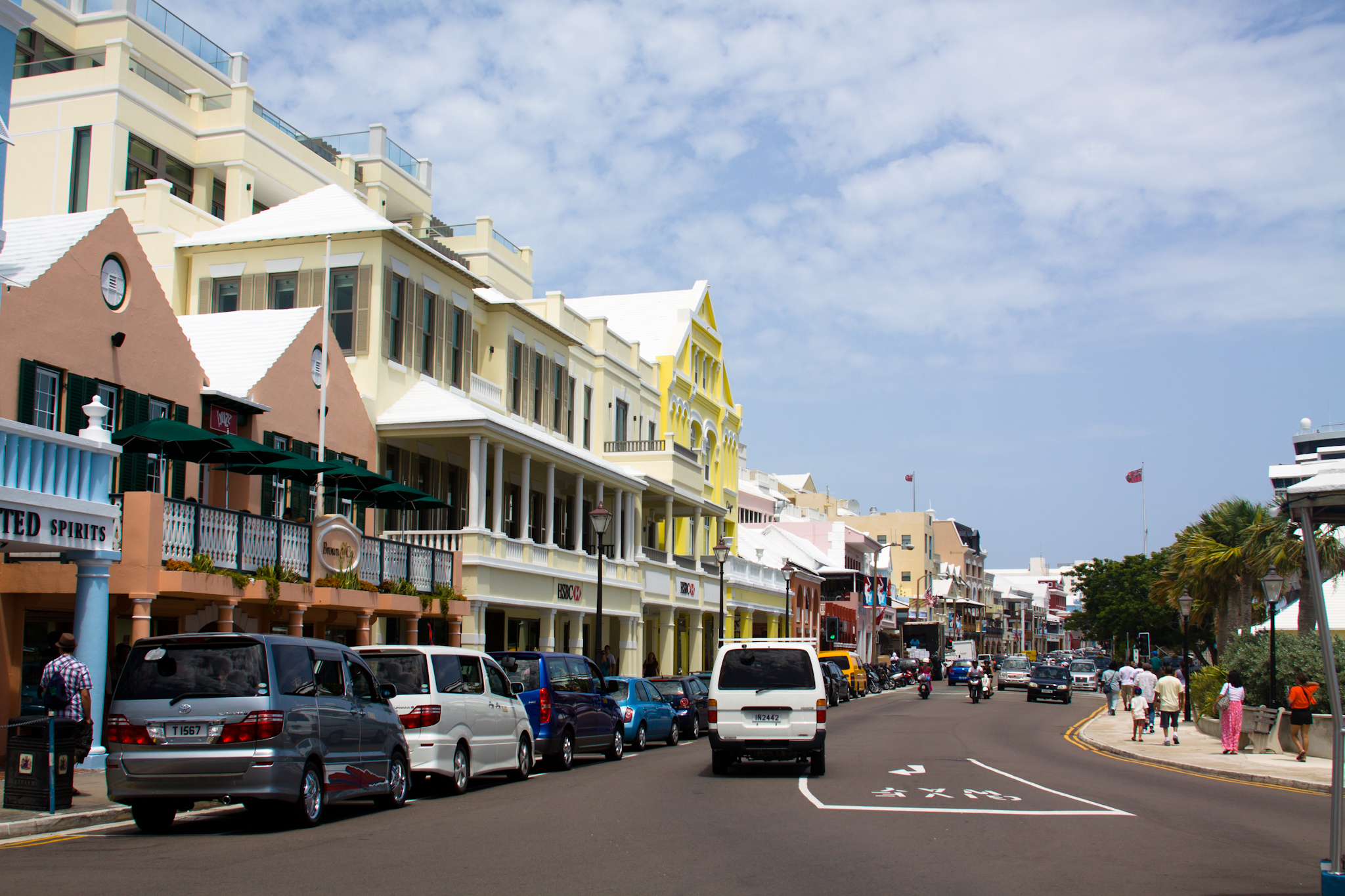
Front Street
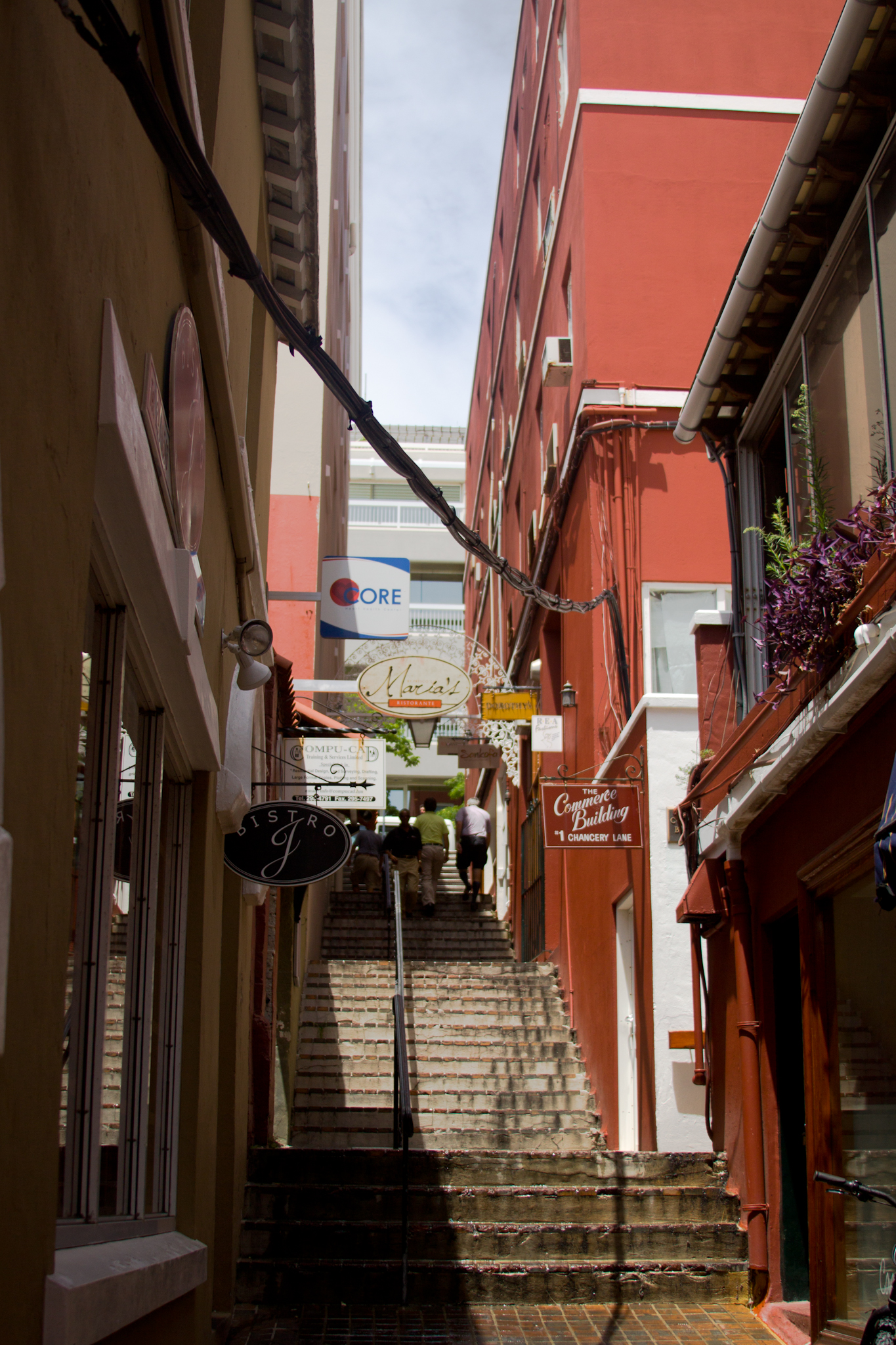
Chancery Lane
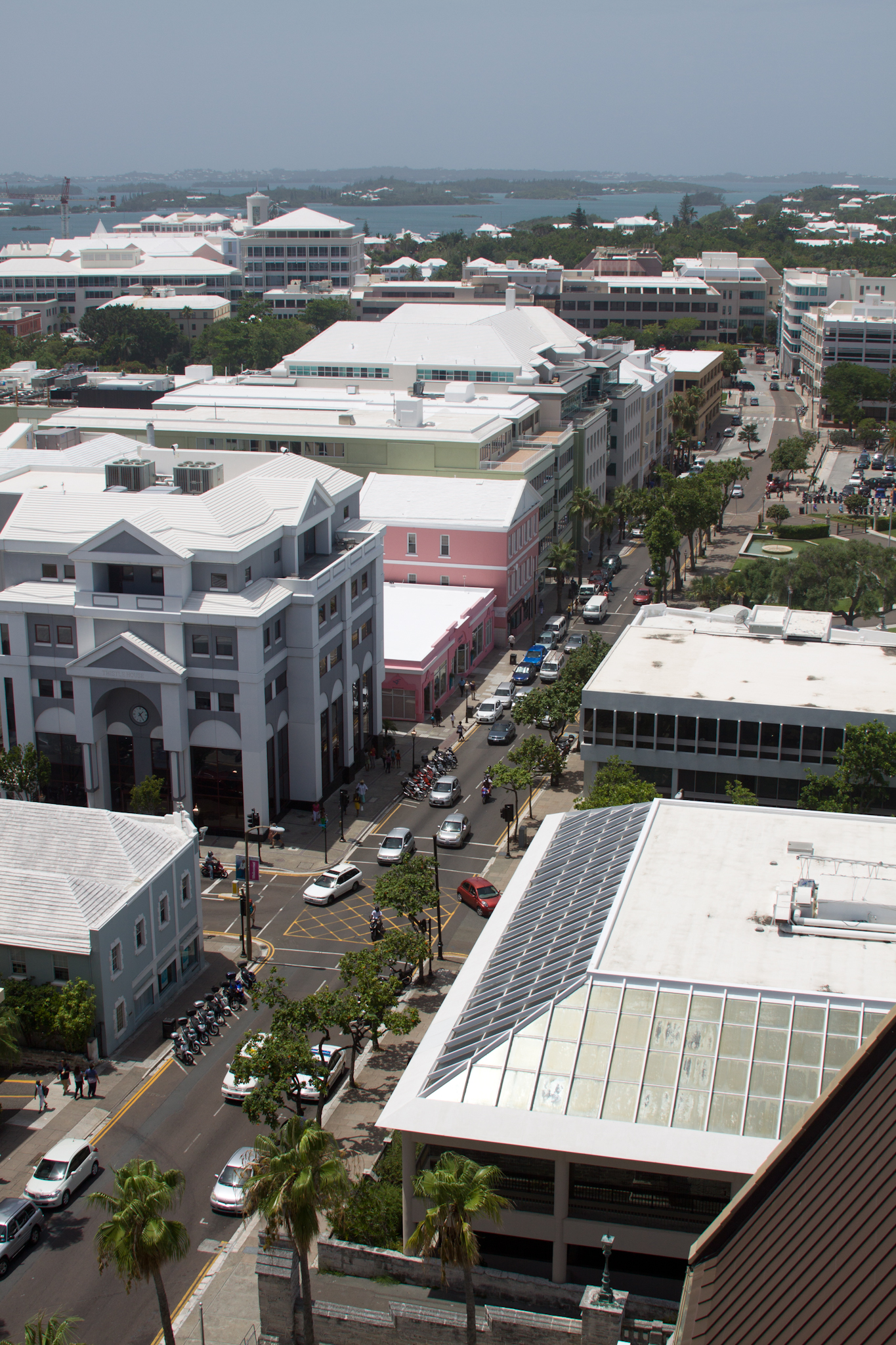
Vista dalla torre della cattedrale
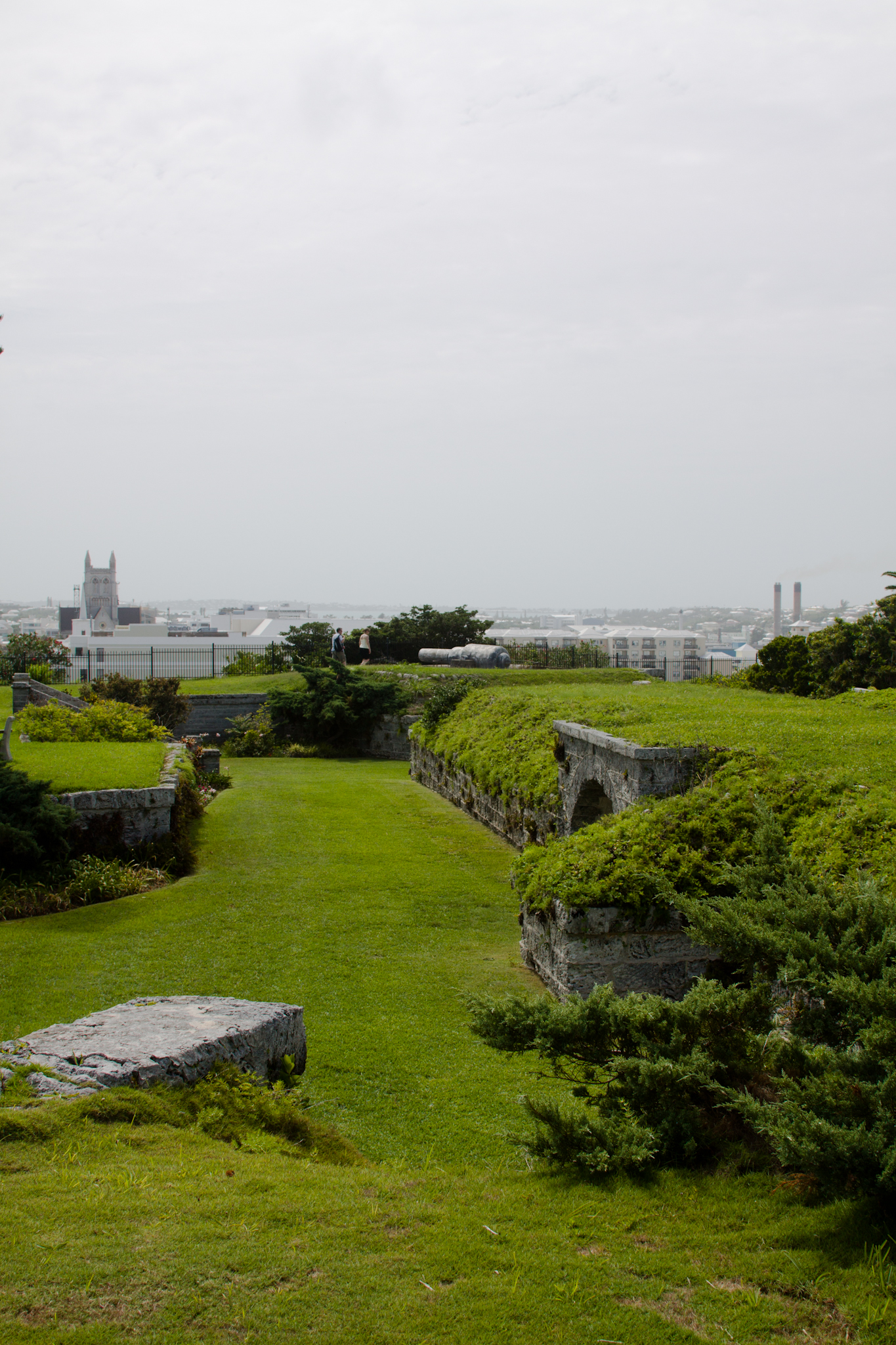
Fort Hamilton